# Marinella
Marinella (en griego Μαρινέλλα), es una de las más célebres cantantes griegas. Nació en Salónica de Grecia, el 19 de mayo de 1938, (Nombre de nacimiento: Kyriakí Papadopúlu). Ha cantado profesionalmente desde 1956. Desde el comienzo de su carrera, ha publicado 66 álbumes personales (con varios discos de platino) y ha participado en álbumes de otros cantantes y músicos.

## Biografía
Nació Kyriaki Papadopoulou, en la ciudad de Salónica, en Grecia. Sus padres eran refugiados griegos de Constantinopla. Ella es el cuarto y último vástago de una gran familia, que a pesar de su pobreza, era rica en amor y en vena artística. Todos los miembros de la familia se reunieron alrededor de la mesa giratoria y cantaban, mientras que su padre trató de enseñar a los niños los pasos del vals y el tango.
Desde muy temprana edad comenzó a cantar en el programa de radio "Pediki Ora (Hora del niño)" y más tarde hizo anuncios para las tiendas "Melka" en Salónica. Y también, ha participado en numerosas actuaciones de teatro para niños.
Ella lanzó su primera canción en 1957, "Nitsa, Elenitsa" (Helena, pequeña Helena). Su temprana carrera estuvo marcada por su colaboración con el cantante Stelios Kazantzidis. Juntos lograron convertirse en el mejor dúo de Grecia y cantaron las obras de los mejores compositores de esta época, Mikis Theodorakis, Manos Hadjidakis, Giórgos Zambetas, Vasilis Tsitsanis, etc.
Marinella se ha casado con Stelios Kazantzidis el 7 de mayo de 1964 y viajaron juntos a Alemania y los Estados Unidos. La pareja se divorció en septiembre de 1966. 
En 1974 representó a Grecia en el Festival de la Canción de Eurovisión con el tema "Krasí, zálasa ke t'agori mu" (El vino, el mar y mi chico), donde quedó en undécima posición de diecisiete países. El compositor de la canción fue Yiorgos Katsarós, y la letra corrió a cargo de Pizagóras.
El 10 de abril de 2003, el The New York Times escribió sobre Marinella "Her voice was earthy and strong, and she had the presence of an actress as she danced a few teasing steps or brought dignity to longing" (por Jon Pareles).
El 29 de agosto de 2004 encabezó la ceremonia de clausura de los Juegos Olímpicos de Atenas 2004 cantando junto con Giórgos Ntaláras, Cháris Alexíou, Elefthería Arvanitáki y Dimitra Galani ante 70.000 personas. La ceremonia fue vista por millones de televidentes en todo el mundo.

## Discografía

### Álbumes personales
- 1964: Stelios Kazantzidis & Marinella – Megales Epitihies (Grandes éxitos)
- 1965: Jrisos Diskos Kazantzidi & Marinellas (Disco de oro)
- 1967: Anapolontas Me Ton Stelio Kazantzidi Ke Tin Marinella (Recordando con Stelios Kazantzidis y Marinella)
- 1969: Stalia - Stalia (Gota a gota)
- 1969: Kazantzidis & Marinella
- 1969: Marinella
- 1969: Otan Simani Esperinos (Cuando las campanas del atardecer están sonando)
- 1970: Ena Tragudi In' I Zoi Mu (Una canción es mi vida)
- 1971: Marinella - Enas Mizos (Un cuento)
- 1972: Mia Vradia Me Tin Marinella (Una noche con Marinella), Live
- 1972: Athanata Rebetika (Inmortal Rebetiko)
- 1973: Mia Vradia Me Tin Marinella Νο. 2 (Una noche con Marinella no. 2), Live
- 1973: Albania
- 1974: Marinella Gia Panta (Marinella para siempre)
- 1974: Marinella & Voskopoulos
- 1974: Marinella & Tolis Voskopoulos - Ego Ki' Esi (Tú y yo)
- 1975: Marinella Gia Panta (Marinella para siempre)
- 1976: Marinella & Kostas Hatzis - Recital, Live
- 1976: Ali Mia Fora (Otra vez)
- 1977: Marinella & Athinei (Marinella y Atenienses)
- 1978: I Marinella Tu Simera (Marinella de hoy)
- 1979: S' Agapo (Te amo)
- 1980: I Marinella Se Tragudia Tis Vempo (Marinella en las canciones de Sofia Vempo)
- 1980: Marinella & Kostas Hatzis - Tam-tam, Live
- 1981: Marinella - Gia 'Senane Boro (Por ti, puedo)
- 1983: Gia 'Sena Ton Agnosto (Para ti, el desconocido)
- 1984: Megales Stigmes (Grandes momentos)
- 1985: I Agapi Mas (Nuestro amor)
- 1986: Mia Nijta (Una noche)
- 1987: Marinella & Kostas Hatzis - Sinantisi (Rencontre)
- 1988: Tolmo (Atrevo)
- 1989: Ise Mia Thiela (Eres una tormenta)
- 1990: Lege Mu "S' Agapo" (Dime "Te amo" de nuevo)
- 1991: Stelios Kazantzidis & Marinella - Ta Tragudia Tis Amerikis (Las canciones de América)
- 1992: I Marinella Traguda Megales Kiries (Marinella canta grandes Damas)
- 1993: To Ximeroma Tu Erota (El amanecer del amor)
- 1994: I Marinella Traguda Hatzinasio (Marinella canta canciones de Hadjinasios)
- 1995: Ta Prota Mu Tragudia (Mis primeras canciones 1967 – 1970)
- 1996: Ta Prota Mu Tragudia Nο. 2 (Mis primeras canciones No. 2 1971 – 1974)
- 1997: Ya Proti Fora (Por primera vez)
- 1997: Tragudia Apo Tis 45' Strofes (Canciones de los discos de 45 vueltas)
- 1998: I Marinella Traguda Ke Thimate (Marinella canta y recuerda), Live
- 1999: Me Varka To Tragudi (Con barca la canción), Live
- 2003: Marinella & George Dalaras - Mazi (Juntos), Live
- 2004: Ammos Itane (Arena fue)
- 2005: Tipota Den Ginete Tijea (Nada es al azar)
- 2007: Marinella & Antonis Remos - Live

### Soundtracks
- 1971: Ena Karavi Υemato Tragudia (Un barco lleno de canciones)
- 1991: I Pariziana (La Parisina)
- 1995: I Prova Tou Nifikou (El ensayo del vestido de novia)
- 1995: Gorgones Ke Magkes (Sirenas y chicos duros)
- 2000: Istera Irthan I Melisses (Después, vinieron las abejas)

### Colecciones
- 1974: Ta Oreotera Tragudia Mu (Mis canciones hermosas)
- 1976: Portreta: Marinella (Retratos: Marinella)
- 1978: Ta Prota Mou Tragudia (Mis primeras canciones)
- 1980: Portreto (Retrato: Marinella)
- 1982: 15 Jronia Marinella (15 Años Marinella) 2xLP
- 1987: 14 Apo Ta Oreotera Tragudia Mu (14 De mis mejores canciones)
- 1988: Marinella For Ever (Marinella para siempre)
- 1988: Ya panta (Para siempre) 2xLP
- 1992: Marinella & Antonis Kaloyannis – Sineszimata (Sentimiento)
- 1993: Jrises Epitijies (Éxitos de oro) 2xLP
- 1993: Stelios Kazantzidis & Marinella – I Megales Erminies (Grandes interpretaciones)
- 1993: Marinella & Tolis Voskopoulos – Oles I Megales Epitijies (Todos los grandes éxitos) 2xLP
- 1994: Ta Erotika (Las canciones de amor) 2xLP
- 1995: Stelios Kazantzidis & Marinella – I Megales Epitijies (Los grandes éxitos)
- 1996: I Marinella Traguda Giorgo Zampeta & Aki Panou (Marinella canta canciones de Zampetas y Panu)
- 1996: I Marinella Traguda Mimi Plessa & Gianni Spano (Marinella canta canciones de Plessas y Spanos)
- 1996: Ta 45aria Tis Marinellas (Marinella y los discos de 45 RPM)
- 1996: I Megali Kiria Tou Eliniku Tragudiu (La gran dama de la canción griega)
- 1996: Marinella & Kostas Hatzis – Sinantisi Ya Recital (Reunión para recital)
- 1997: Marinella & Kostas Hatzis – Recital Ya Dio (Reunión para dos) 4xCD Boxset
- 1997: Stelios Kazantzidis & Marinella – I Proti Agapi Su Ime Ego (Yo soy tu primer amor)
- 1997: Marinella & Tolis Voskopoulos – M' Emathes N' Agapo (Me enseñaste a amar)
- 1997: 30 Jronia Marinella - I Foni Ke O Mythos (30 años Marinella - La voz y la leyenda) 4xCD Boxset
- 1998: I Marinella Se Aprovleptes Erminies (Marinella en interpretaciones inesperadas)
- 1998: Ta Agapimena (Las queridas)
- 1999: Ta Tragoudia Mou (Mis canciones)
- 2000: Ta Megala Tragoudia (Las grandes canciones)
- 2001: Marinella & Kostas Hatzis – Ta Tragudia Tou Eona (Las canciones del siglo)
- 2001: Marinella (Delta Club) 4xCD Boxset
- 2001: I Megaliteres Epitijies (Los mayores éxitos)
- 2002: Jrisa Tragudia (Canciones de oro) 2xCD Boxset
- 2003: Marinella – Mia Agkalia Tragudia (Un abrazo lleno de canciones) 4xCD Boxset
- 2005: Ego (The Very Best of EMI Years) 1957 – 1995
- 2005: Marinella (The Universal Masters Collection)
- 2006: Kazantzidis & Marinella – Asteria Tu Eliniku Tragudiu (Estrellas de la canción griega)
- 2006: Kazantzidis & Marinella – I Teleftees Kines Ijografisis (Las últimas grabaciones conjuntas)
- 2006: Sti Skini (En el escenario) 2xCD
- 2006: 50 Jronia Marinella - Ta Loya Ine Peritta (50 años Marinella - Las palabras son innecesarias) 8xCD Boxset
- 2007: Tragudia Apo Ton Kinimatografo Ke To Teatro (Canciones del cine y el teatro) LP
- 2008: I Foni Ke O Mithos (La voz y la leyenda) 4xCD
- 2009: Ta Tragudia Mias Zois (Las canciones de toda la vida) 5xCD

## DVD
- ΙΙΙ F.I.C. Festival Internacional da Canção 1968 Rio
- 2004 - Athens 2004 Olympic Games

## Marinella en griego Cine
La siguiente tabla es un registro de todas las instancias de Marinella en las películas del cine griego 
(1960 - 1966 con Stelios Kazantzidis y 1967 - 1970 por sí misma).
| Año  | Título de la película                               | Director               | Canciones                                                                              |
| ---- | --------------------------------------------------- | ---------------------- | -------------------------------------------------------------------------------------- |
| 1960 | I KYRIA DIMARJOS (Madame mayor)                     | Róviros Manthulis      | "Gia 'mas poté min ximerósi", "Ziguála", "Aláxane ta prágmata"                         |
| 1962 | KLAPSE, FTOJI MU KARDIA (Weep, my poor heart)       | Cóstas Strantzalis     | "Févgo me píkra sta xéna"                                                              |
| 1965 | PEXE, BUZUKI MU GLIKO (Play, my sweet bouzouki)     | Cóstas Strantzalis     | "Févgo me píkra sta xéna"                                                              |
| 1965 | AFISTE ME NA ZISO (Let me live)                     | Andréas Cachimichulias | "Emís mazí tha zísume"                                                                 |
| 1965 | I ADISTAKTI (The unhesitant)                        | Dínos Cachurídis       | "Pios drómos íne anijtós"                                                              |
| 1965 | PRODOMENI (Betrayed)                                | Crístos Kiriakópulos   | "Mes stis agápis mas to tzáki", "Tóra pu s' éjo anági"                                 |
| 1965 | TIMORIA (Punishment)                                | Dínos Cachurídis       | "Na fígo, na fígo", "Prodoménes kardiés"                                               |
| 1965 | I KATAFRONEMENI (The scorned)                       | Níkos Varverís         | "Orkízome stin antrikí timí mu"                                                        |
| 1965 | DEN BORUN NA MAS JORISUN (They can't keep us apart) | Crístos Kiriakópulos   | "Me to voriá"                                                                          |
| 1966 | I AGELI TIS AMARTIAS (Angels of sin)                | Andréas Cachimichulias | "Na fígo, na fígo"                                                                     |
| 1967 | JARTORIJTRA (The fortune teller)                    | Cóstas Karayánnis      | "Dos' mu agápi", "Ime jartoríjtra fína"                                                |
| 1968 | O PIO KALOS O MATHITIS (The best student)           | Cóstas Andrítsu        | "Staliá - staliá"                                                                      |
| 1968 | GORGONES KE MAGKES (Mermaids and tough guys)        | Yánnis Dalianídis      | "Anixe pétra", "Bate koritsia sto joro"                                                |
| 1969 | YIMNI STO DROMO (Naked in the street)               | Yánnis Dalianidis      | "Astéri sto paráthiro", "Dio adérfia"                                                  |
| 1969 | O BLOFATZIS (The bluffer)                           | Vasílis Georgiádis     | "Pios in' aftós"                                                                       |
| 1969 | I PARIZIANA (The Parisienne)                        | Yánnis Dalianidis      | "Dos' mu t' azánato neró", "Zografisména sto jartí", "To megálo finále tis Pariziánas" |
| 1969 | ISAIA MI JOREVIS (No wedding dance)                 | Cóstas Karayánnis      | "Páli za klápso"                                                                       |
| 1970 | KRIMA TO MPOI SU (What a waste)                     | Cóstas Karayánnis      | "Kríma to mpói su"                                                                     |